# 俄罗斯科学院经济研究所
俄罗斯科学院经济研究所（俄语：Институ́т эконо́мики）是隶属俄罗斯科学院的经济学研究机构。

## 历史
前身是共产主义科学院经济研究所。1936年2月15日，共产主义科学院经济研究所和农业研究所重组为苏联科学院经济研究所。1947年10月4日，苏联科学院世界经济与世界政治研究所和经济研究所合并。1954年首次出版奥斯特罗维季扬诺夫与德米特里·特罗菲莫维奇·谢皮洛夫等人主持编写了《政治经济学教科书》。苏联解体后，1991年改名俄罗斯科学院经济研究所。2005年，经济研究所庆祝成立75周年。

## 所长
- 康斯坦丁·奥斯特罗维季扬诺夫（1947年至1953年）
- 列昂尼德·阿巴尔金（1986年至2005年）